# Happy
„Happy” este un cântec al interpretei de muzică rhythm and blues de origine americană, Ashanti. Piesa reprezintă o colaborare cu artistul rap, Ja Rule. „Happy” a fost lansat ca cel de-al doilea disc single al albumului  Ashanti pe data de 21 mai 2002.
Cântecul a obținut poziții de top 10 în Olanda și Statele Unite ale Americii și s-a poțiționat în top 40 în clasamentele unor țări precum Australia, Elveția, Franța, Irlanda, Noua Zeelandă sau Regatul Unit.

## Lista Melodiilor
Disc single distribuit în Australia
1. „Happy” (versiunea de pe album) - 4:22
2. „Call” (versiunea de pe album) - 5:05

Disc single distribuit în Olanda
1. „Happy” (versiunea de pe album) - 4:22
2. „Call” (versiunea de pe album) - 5:05
3. „Happy” (remix necenzurat) - 3:59

Disc single distribuit în Regatul Unit
1. „Happy” (editare radio cu Ja Rule) - 4:05
2. „I'm So Happy” (remix cu Charli Baltimore) - 3:59
3. „Happy” (remix necenzurat) - 3:59
4. „Happy” (remix)
5. „Happy” (videoclip)

## Clasamente
| Clasament                            | Poziția Maximă | Referință |
| ------------------------------------ | -------------- | --------- |
| Australia Singles Chart              | 29             | [ 3 ]     |
| Belgian Singles Chart (Flandra)      | 49             | [ 3 ]     |
| Belgian Singles Chart (Valonia)      | 35             | [ 3 ]     |
| Dutch Singles Chart                  | 10             | [ 3 ]     |
| Euro 200                             | 36             | [ 6 ]     |
| France Singles Chart                 | 40             | [ 3 ]     |
| New Zealand Singles Chart            | 19             | [ 3 ]     |
| Ireland Singles Chart                | 22             | [ 4 ]     |
| Swiss Singles Chart                  | 24             | [ 3 ]     |
| UK Singles Chart                     | 13             | [ 5 ]     |
| UK R&B Chart                         | 3              | [ 5 ]     |
| U.S. Billboard Hot 100               | 8              | [ 2 ]     |
| U.S. Billboard Hot R&B/Hip-Hop Songs | 6              | [ 2 ]     |